# Thomas J. Hudner, Jr.
Pour les articles homonymes, voir Hudner.
Thomas Jerome Hudner, Jr., dit Lou, né le 31 août 1924 à Fall River (Massachusetts) et mort le 13 novembre 2017 à Concord (Massachusetts), est un aviateur naval et officier américain de la marine des États-Unis.

## Biographie

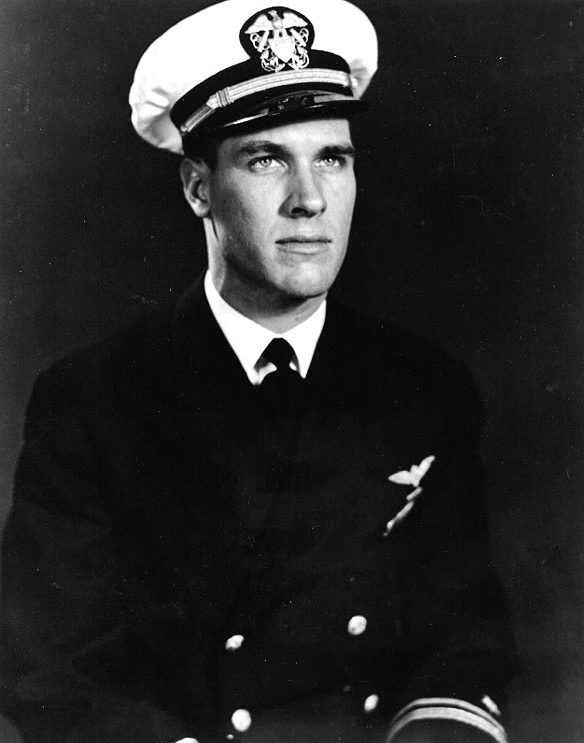
Thomas J. Hudner, Jr en 1950.

Thomas J. Hudner, Jr. atteint le grade de captaine de vaisseau, et a reçu la Medal of Honor pour avoir essayé de sauver la vie de son ailier, l'aspirant Jesse L. Brown, lors de la bataille du réservoir de Chosin dans la guerre de Corée.
Né au Massachusetts, Hudner est allé à la Phillips Academy et à l'Académie navale d'Annapolis. Initialement peu intéressé par l'aviation, il est finalement devenu aviateur naval et a rejoint l'escadron de chasse 32, se battant sur Chance Vought F4U Corsair au début de la guerre de Corée. En arrivant en Corée en octobre 1950, il a effectué des missions de soutien depuis l'USS Leyte.
Le 4 décembre 1950, Hudner et Brown faisaient partie d'un groupe de pilotes en patrouille près du réservoir de Chosin lorsque le Corsair de Brown a été touché par des tirs venus du sol et prit feu avant de s'écraser. Dans une tentative pour sauver Brown de son avion en flammes, Hudner écrasa volontairement son avion pour aider Brown. En dépit de ces efforts, Brown est mort de ses blessures et Hudner a été forcé d'évacuer après avoir été lui-même blessé lors de son atterrissage.
Après ce fait de guerre, Hudner occupa des postes à bord de plusieurs navires de la marine des États-Unis et un certain nombre d'unités d'aviation, y compris un bref passage en tant que commandant en second de l'USS Kitty Hawk au cours d'une brève période d'actions dans la guerre du Viêt Nam. Il prit sa retraite en 1973 et les années suivantes, il a travaillé pour diverses organisations d'anciens combattants aux États-Unis.
Il meurt en 2017 à l'âge de 93 ans et est enterré au cimetière national d'Arlington.
L'USS Thomas Hudner, un destroyer lance-missiles de classe Arleigh Burke, est nommé d'après lui.

## Récompenses et décorations
|                                                                           |                                                              |                                                                                |
| A light blue military ribbon with five white stars with five points each. | A purple military ribbon with a thick white line at each end | A red military ribbon with a thin blue and white line running down the center. |
| Gold star                                                                 |                                                              |                                                                                |
|                                                                           |                                                              |                                                                                |
|                                                                           | Bronze star                                                  | Bronze star · Bronze star                                                      |
| Bronze star                                                               |                                                              |                                                                                |
|                                                                           |                                                              |                                                                                |

| Badge       | Naval Aviator Badge                         | Naval Aviator Badge                                            | Naval Aviator Badge                          |
| 1ère rangée | Medal of Honor                              | Legion of Merit                                                | Bronze Star Medal                            |
| 2ème rangée | Air Medal avec une étoile d'or              | Navy and Marine Corps Commendation Medal                       | Presidential Unit Citation                   |
| 3ème rangée | Navy Unit Commendation                      | American Campaign Medal                                        | World War II Victory Medal                   |
| 4ème rangée | Navy Occupation Service Medal               | National Defense Service Medal avec une service star en bronze | Korean Service Medal avec deux service star  |
| 5ème rangée | Vietnam Service Medal avec une service star | Vietnam Gallantry Cross avec palme                             | Republic of Korea Presidential Unit Citation |
| 6ème rangée | United Nations Korea Medal                  | Vietnam Campaign Medal                                         | Korean War Service Medal                     |

### Sa citation pour saMedal of Honor
Hudner a été l'un des 11 hommes à avoir reçu la médaille d'honneur lors de la bataille du réservoir de Chosin. Il a été le premier des sept militaires de la marine américaine et le seul aviateur naval à recevoir la médaille d'honneur de la guerre de Corée.

« For conspicuous gallantry and intrepidity at the risk of his life above and beyond the call of duty as a pilot in Fighter Squadron 32, while attempting to rescue a squadron mate whose plane struck by antiaircraft fire and trailing smoke, was forced down behind enemy lines. Quickly maneuvering to circle the downed pilot and protect him from enemy troops infesting the area, Lt. (J. G.) Hudner risked his life to save the injured flier who was trapped alive in the burning wreckage. Fully aware of the extreme danger in landing on the rough mountainous terrain and the scant hope of escape or survival in subzero temperature, he put his plane down skillfully in a deliberate wheels-up landing in the presence of enemy troops. With his bare hands, he packed the fuselage with snow to keep the flames away from the pilot and struggled to pull him free. Unsuccessful in this, he returned to his crashed aircraft and radioed other airborne planes, requesting that a helicopter be dispatched with an ax and fire extinguisher. He then remained on the spot despite the continuing danger from enemy action and, with the assistance of the rescue pilot, renewed a desperate but unavailing battle against time, cold, and flames. Lt. (J. G.) Hudner's exceptionally valiant action and selfless devotion to a shipmate sustain and enhance the highest traditions of the U.S. Naval Service. »

## Au cinéma
- 2022 : Devotion de J. D. Dillard, interprété par Glen Powell